# The Little Black Box
The Little Black Box è un cortometraggio muto del 1912. Il nome del regista non viene riportato nei credit del film interpretato da Francis X. Bushman, William Walters, Bryant Washburn, Eleanor Blanchard.

## Produzione
Il film fu prodotto dalla Essanay Film Manufacturing Company.

## Distribuzione
Distribuito dalla General Film Company, il film uscì nelle sale cinematografiche statunitensi il 23 febbraio 1912.